# Porsi kraftstation
Porsi kraftstation är ett vattenkraftverk i Luleälven i Jokkmokks kommun, strax öster om orten Vuollerim. Kraftverket byggdes 1962 och ägs till 100 % av Vattenfall Vattenkraft AB. Ombyggnationer har skett 1984-1987 samt 2001.